# Femmy Schilt-Geesink
Femiena Sophia (Femmy) Schilt-Geesink (Utrecht, 5 maart 1908 – Laren, 20 juni 1988) was een Nederlandse schilderes en glazenier.

## Leven en werk
Femmy of Femina Schilt-Geesink was een dochter van Eduard Theodoor Geesink (1875-1948) en Femiena Goldenberg (1876-1967). Haar vader was onder meer bestuurder van de Rotterdamsche Bank en voorzitter van de hoofddirectie van de Nationale Bankvereniging.
Ze studeerde korte tijd piano aan het Conservatorium van Amsterdam voor ze overstapte naar de Rijksakademie van beeldende kunsten (1928-1933) in Amsterdam, waar ze vanaf 1930 het glazeniersvak leerde van Rik Roland Holst. Ze ervoer het technische aspect als een belemmering en hield zich liever bezig met de kunstzinnige kant. Toen zij in 1934 trouwde met de kantoorbediende Johan Lodewijk Schilt (1913-2010), nam hij de uitvoering van het werk van haar over. Het echtpaar woonde in Overveen en vanaf 1956 in Laren.
Schilt maakte zo'n 350 vrije werken, veelal gouaches en olieverfschilderijen. Ze kreeg meer dan 150 monumentale opdrachten, waaronder een mozaïek voor de Huishoud- en Industrieschool in Haarlem (1935) en een glasmozaïek voor het Singermuseum (1963), maar vooral voor glas-in-loodramen. In haar glazen is vooral in de verticaal georiënteerde vlakverdeling de invloed van Roland Holst te herkennen. Ze hanteerde vaak een mathematische opbouw, gebaseerd op de gulden snede, waarin natuurmotieven en vormen gestileerd werden weergegeven. Ze haalde haar inspiratie onder meer uit haar interesse voor oosterse filosofie, theologie, biologie, kosmologie en muziek.  
In het laatste jaar aan de academie kreeg Schilt haar eerste grote opdracht: een gebrandschilderd raam van de Barmhartige Samaritaan voor de kerk in Hemmen. Tijdens een studiereis naar Frankrijk ontdekte ze in de kathedraal van Chartres dat de middeleeuwse glazen heel precies waren afgestemd op de monumentale omgeving. De ramen die ze na terugkeer voor de Hemmense kerk ontwierp waren veel meer architectonisch van aard. Schilt overtuigde het kerkbestuur om het eerste raam, dat ze te emotioneel vond, door een nieuwe te vervangen. Een langlopend project was de Marktpleinkerk in Winschoten, waarvoor ze in een tijdsbestek van ruim twintig jaar tweeëntwintig ramen ontwierp. De oplevering van het laatste raam in 1970 markeerde ook het einde van Schilts actieve carrière.
Schilt overleed op 80-jarige leeftijd. Twintig jaar later bracht haar man een boek uit dat aan haar werk is gewijd. 

## Werken in glas en lood (selectie)
- 1933-1938: hervormde kerk in Hemmen
- 1939: raam De Jacobsladder voor de kapel van het christelijke sanatorium Altrecht in Zeist
- 1948-1970: Marktpleinkerk in Winschoten
- 1950: gedenkraam geschonken door inwoners van Lent in het gemeentehuis van Aalsmeer
- 1950: gedenkraam busonderneming Maarse & Kroon in het gemeentehuis van Aalsmeer
- 1951: gemeentehuis in Kapelle
- 1951: Nicolaaskerk in Wesepe[5]
- 1951: Joriskerk in Borculo
- 1953: roosvenster voor de Maranathakerk in Hilversum (gesloopt)
- 1953: vier ramen voor de Zuiderkerk in Aalsmeer (overgebracht naar de Open Hof Kerk)
- 1955: gedenkraam Polyhymnia voor het Concertgebouworkest in het Concertgebouw in Amsterdam (in de jaren 60 verwijderd, herplaatst in 2012)
- 1957: melkfabriek in Hilversum
- 1957: hervormde kerk in Jaarsveld
- 1958: gereformeerde kerk in Egmond
- 1962: Winkler Prins Lyceum, Veendam (later is hier het Veenkoloniaal Museum gevestigd)
- 1965: zes ramen voor de aula op de begraafplaats, Laren
- 1968: gemeentehuis van Laren
- drie ramen voor de christelijke landbouwschool in Fijnaart

## Afbeeldingen

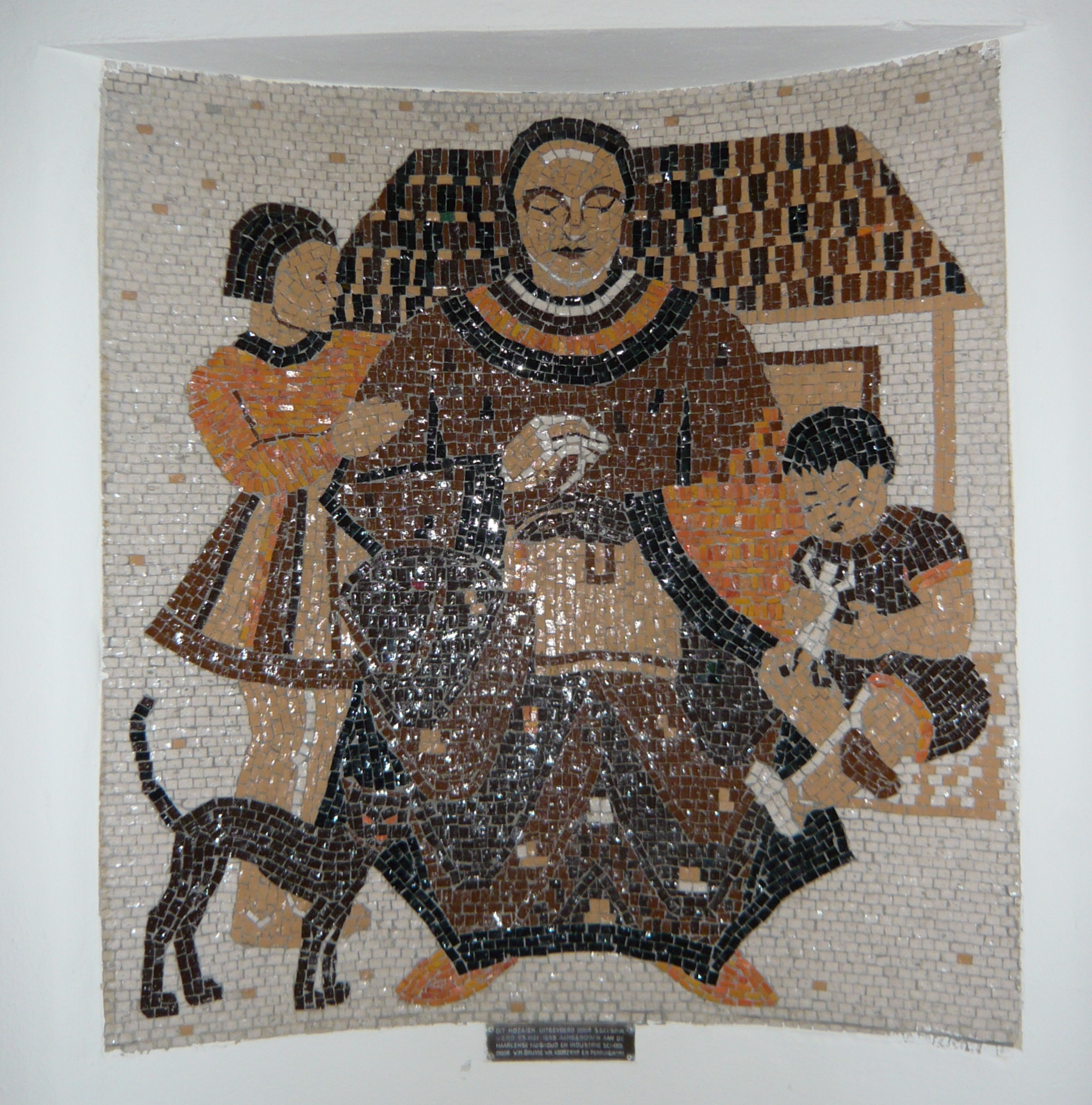
Mozaïek Huishoud- en Industrieschool, Haarlem
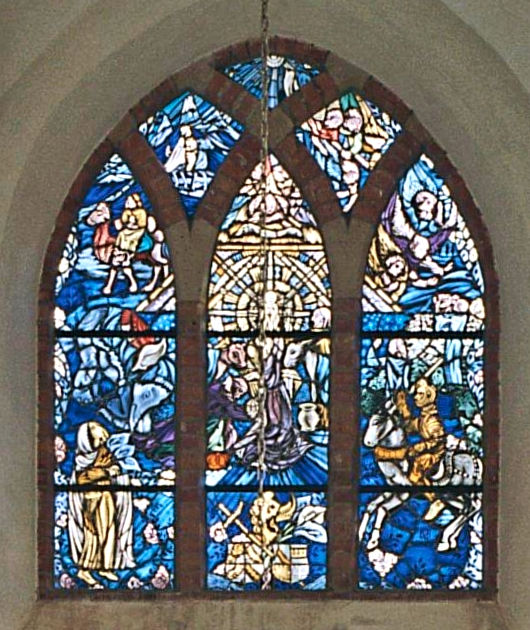
Nicolaaskerk, Wesepe
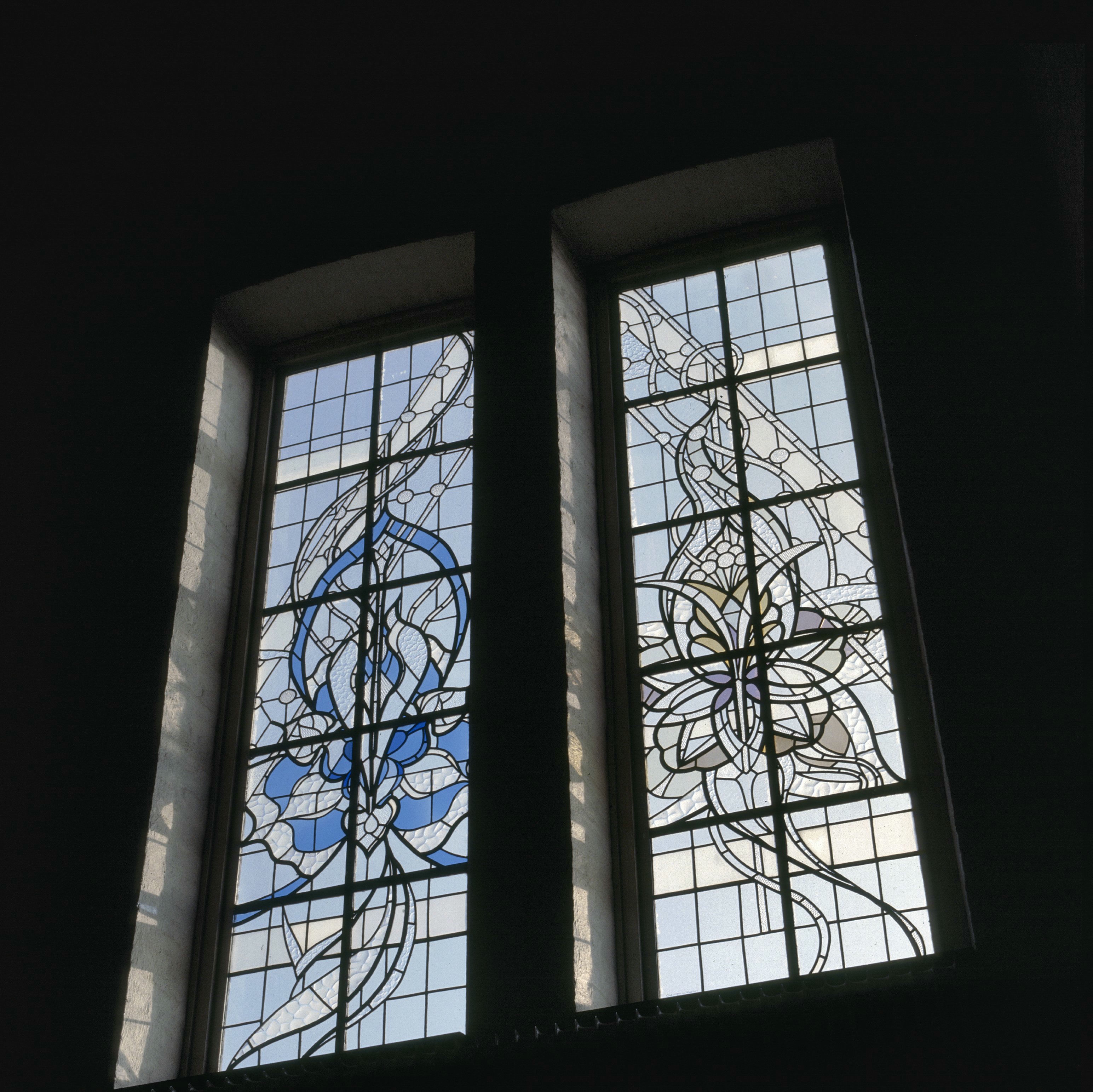
Gestileerde bloemen, gemeentehuis van Laren
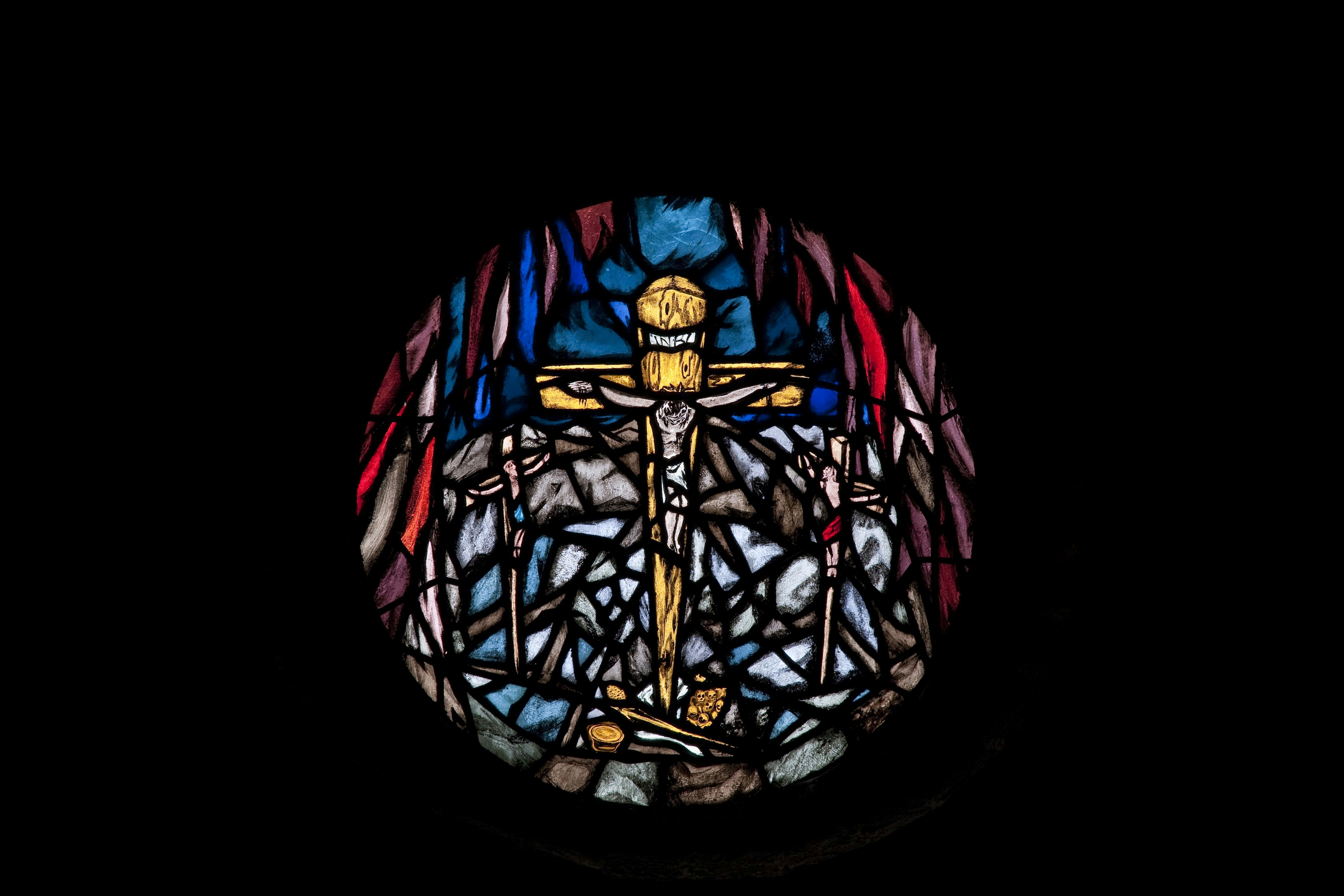
De kruisiging, Marktpleinkerk in Winschoten
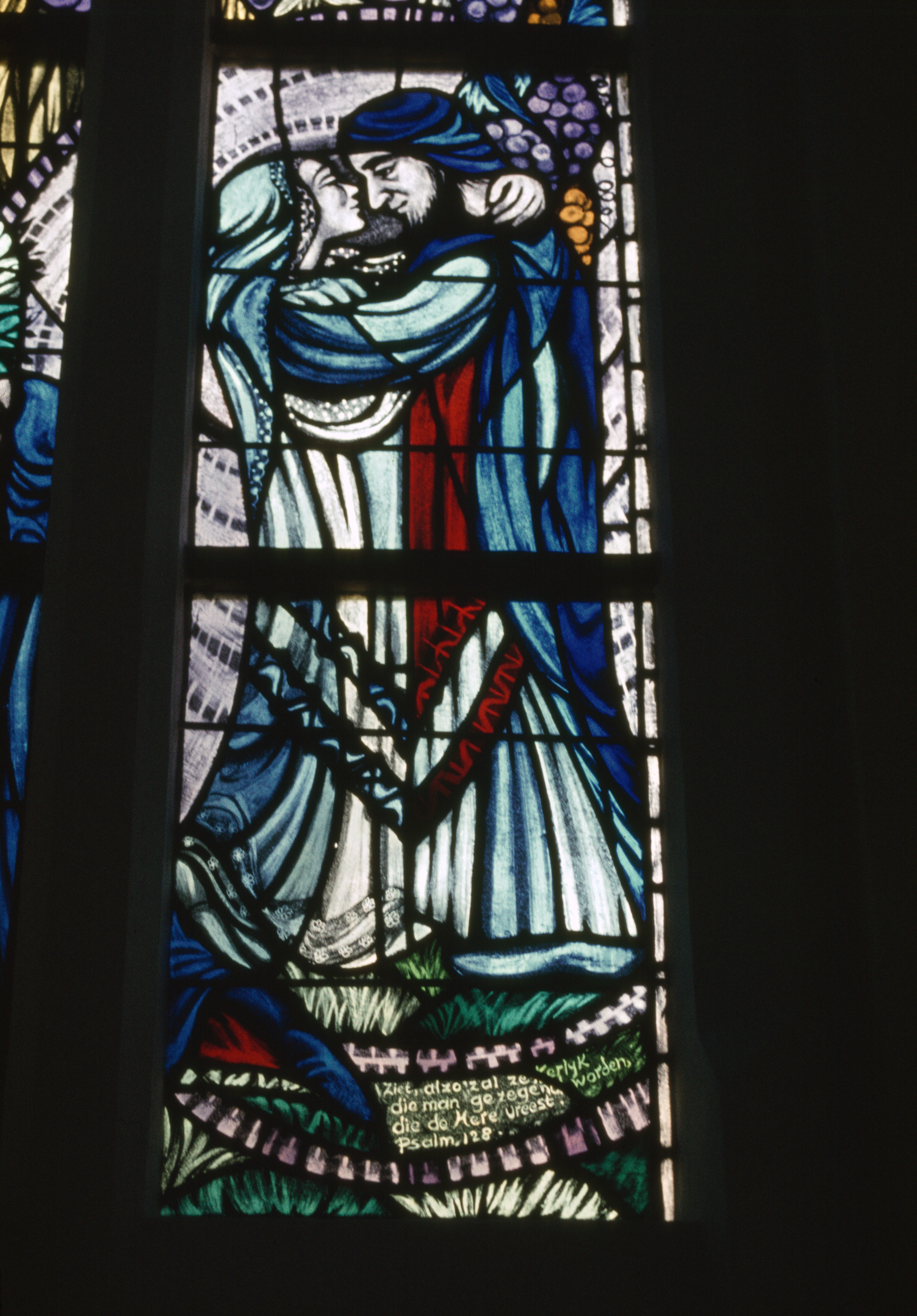
Detail van een glas-in-loodraam (psalm 128), Nederlands Hervormde Kerk, Jaarsveld